# Lac Tondano
Pour les articles homonymes, voir Tondano (homonymie).
Le lac Tondano (danau Tondano en indonésien) est le plus grand lac de la province de Sulawesi du nord, en Indonésie. Le lac est bordé par le plateau de Lembean, le mont Kaweng, la colline Tampusu, et le mont Masarang. Il est longé par une route sur tout son pourtour, et la ville de Tondano occupe sa rive nord/ouest ; il fait 48 km² et contient deux îles : Likri et Papalembet. Le lac Tondano abrite de très nombreuses espèces de poissons et crustacés d'eau douce, dont des Tilapias, des channa striata, des carpes, des crevettes...
Le lac s'est formé à la suite d'une grande éruption du mont Kaweng. La légende raconte que deux amants n'ayant pas été autorisés à se marier par leurs parents leur auraient désobéi en s’enfuyant, et auraient ainsi provoqué le volcan. Son nom, Kaweng, signifie se marier en manadonais.
Il y a à côté du lac une source d'eau chaude sulfureuse, "Sumaru Endo". 